# داریل بویل
داریل بویل (انگلیسی: Daryl Boyle؛ زادهٔ ۲۴ فوریهٔ ۱۹۸۷) بازیکن هاکی روی یخ اهل کانادا است.